# Portes du Mont-Blanc
Ne doit pas être confondu avec Évasion Mont-Blanc, Espace Diamant ou Pays du Mont-Blanc.
Les portes du Mont-Blanc sont un grand domaine skiable regroupant cinq stations et villages de sports d'hiver français, situé dans les départements de la Haute-Savoie et de la Savoie en région Auvergne-Rhône-Alpes, dans les Alpes françaises.
Le domaine permet de réunir, sans être complètement reliées skis aux pieds, les stations de Combloux ; Cordon ; La Giettaz-en-Aravis et du sommet des Salles (Megève). Il est intégré à un autre domaine skiable, Évasion Mont-Blanc, qui intègre également les stations de Megève, Saint-Gervais-les-Bains/Saint-Nicolas-de-Véroce, Les Contamines et Hauteluce - Val Joly.

## Géographie

### Localisation
Le domaine skiable des Portes du Mont-Blanc se situe dans le Val d'Arly, dans la région du pays du Mont-Blanc.

## Histoire
Le domaine skiable naît en 2006 avec la fusion des stations de La Giettaz, de Megève (Le Jaillet) et de Combloux.

## Stations et hébergements
- Station de ski
- Domaine nordique
- Stade de neige

### Hébergements touristiques
Les quatre stations ou communes touristiques offrent une capacité de 72 824 lits touristiques en 2016, la plus forte concentration des domaines français.